# Drymonia japonica
Drymonia japonica är en fjärilsart som beskrevs av Alfred Ernest Wileman 1911. Drymonia japonica ingår i släktet Drymonia och familjen tandspinnare. Inga underarter finns listade i Catalogue of Life.